# Eleição municipal de Luís Eduardo Magalhães em 2024
A eleição municipal da cidade brasileira de Luís Eduardo Magalhães foi realizada em turno único. Ocorrendo no dia 6 de outubro de 2024, com o objetivo de eleger um prefeito, um vice-prefeito e 17 vereadores para a administração da cidade baiana. O prefeito titular, Ondumar Ferreira Borges Junior, que foi eleito em 2020 foi reeleito com 83,52% dos votos, vencendo o candidato Filipe Carneiro Araujo, que obteve 10,97% dos votos. 

## Calendário eleitoral
| Início        | Fim           | Atividades | Status    |
| ------------- | ------------- | --- | --------- |
| 7 de março    | 5 de abril    | Janela partidária para vereadores trocarem de partido visando concorrer às eleições sem perder o mandato. | Realizado |
| 6 de abril    | 6 de abril    | Data-limite para todas as legendas e federações partidárias obterem o registro dos estatutos no TSE e para todos os candidatos terem domicílio eleitoral na circunscrição em que desejam disputar as eleições com a filiação deferida pelo partido. | Realizado |
| 15 de maio    | 15 de maio    | Início da campanha de arrecadação prévia de recursos na modalidade de financiamento coletivo para pré-candidatos, sem realização de pedidos de voto e obedecendo a regras relativas à propaganda eleitoral na Internet.                             | Realizado |
| 20 de julho   | 5 de agosto   | Realização de convenções partidárias para deliberar sobre coligações e escolher candidatos às prefeituras e aos cargos de vereador. Os partidos têm até 15 de agosto para registrar os nomes na Justiça Eleitoral.                                  | Realizado |
| 16 de agosto  | 16 de agosto  | Início das campanhas eleitorais de forma igualitária, podendo qualquer publicidade ou manifestação com pedido explícito de voto antes da data ser considerada irregular e multada.                                                                  | Realizado |
| 30 de agosto  | 3 de outubro  | Veiculação da propaganda eleitoral gratuita no rádio e na televisão. | Realizado |
| 6 de outubro  | 6 de outubro  | Realização do primeiro turno das eleições municipais. | Realizado |
| 11 de outubro | 25 de outubro | Veiculação da propaganda eleitoral gratuita no rádio e na televisão para o segundo turno. | Realizado |
| 27 de outubro | 27 de outubro | Realização de um eventual segundo turno nas cidades com mais de 200 mil eleitores em que o candidato a prefeito mais votado não tenha atingido a metade mais um dos votos válidos.                                                                  | Realizado |

## Candidatos à prefeitura
| Nº | Prefeito(a)  | Prefeito(a)                           | Prefeito(a)       | Prefeito(a)                                             | Vice-prefeito(a) | Vice-prefeito(a) | Vice-prefeito(a)                 | Vice-prefeito(a)  | Vice-prefeito(a)                                                                                              | Coligação Partido(s)                                                                                     | Ref.  |
| Nº | Candidato(a) | Candidato(a)                          | Partido Federação | Ocupação                                                | Candidato(a)     | Candidato(a)     | Candidato(a)                     | Partido Federação | Ocupação | Coligação Partido(s)                                                                                     | Ref.  |
| -- | ------------ | ------------------------------------- | ----------------- | ------------------------------------------------------- | ---------------- | ---------------- | -------------------------------- | ----------------- | --- | --- | ----- |
| 11 |              | Ondumar Ferreira Borges Junior        | PP                | - Prefeito de Luís Eduardo Magalhães (2021–atualidade); |                  |                  | Franklin Willer Leite Dos Santos | UNIÃO             | - Técnico De Eletricidade, Eletrônica E Telecomunicações - Secretario Municipal de Infraestrutura e Urbanismo | A Mudança Vai Continuar Republicanos, PP, MDB, PODE, UNIÃO e Federação PSDB Cidadania (PSDB e Cidadania) | [ 4 ] |
| 70 |              | Filipe Carneiro Araujo                | Avante            | - Empresário                                            |                  |                  | Gerliane Nogueira Da Mota        | Avante            | - Advogada | Sem coligação                                                                                            | [ 5 ] |
| 55 |              | Teofilo Jeronimo Penno Da Silva Motta | PSD               | - Advogado;                                             |                  |                  | Leodegard Oliveira Gonçalves     | PT                | - Administrador                                                                                               | A Hora Da Verdade PSB, PSD, Solidariedade, FE Brasil (PT, PCdoB e PV)                                    | [ 6 ] |

### Renuncia
| Nº | Prefeito(a)  | Prefeito(a)                 | Prefeito(a)       | Prefeito(a)  | Vice-prefeito(a) | Vice-prefeito(a) | Vice-prefeito(a)                  | Vice-prefeito(a)  | Vice-prefeito(a) | Coligação Partido(s) | Nota  |
| Nº | Candidato(a) | Candidato(a)                | Partido Federação | Ocupação     | Candidato(a)     | Candidato(a)     | Candidato(a)                      | Partido Federação | Ocupação         | Coligação Partido(s) | Nota  |
| -- | ------------ | --------------------------- | ----------------- | ------------ | ---------------- | ---------------- | --------------------------------- | ----------------- | ---------------- | -------------------- | ----- |
| 22 |              | Paulo Leandro Alves Feitosa | PL                | - Empresário |                  |                  | Cleide Suzana Flores Vargas Lirio | PL                | - Empresária     | Sem coligação        | [ 7 ] |

### Canceladas
- Oziel Alves de Oliveira (PSD): O ex-prefeito Oziel Oliveira, embora tenha se declarado pré-candidato e se desincompatibilizado de seu cargo público para a disputa das eleições de 2024, anunciou sua desistência durante a convenção de seu partido, declarando apoio ao candidato Teófilo Jerônimo. Oziel justificou sua desistência por questões pessoais, relacionadas à sua família.[8]

### Vereadores eleitos
| Candidato(a)            | Partido       | Votação | Votação | Cidade onde nasceu   | Unidade federativa |
| Candidato(a)            | Partido       | Total   | %       | Cidade onde nasceu   | Unidade federativa |
| ----------------------- | ------------- | ------- | ------- | -------------------- | ------------------ |
| Reinildo Nery           | PP            | 1.752   | 3,10%   | Morro Do Chapéu      | Bahia              |
| Luan Teixeira           | PODE          | 1.543   | 2,73%   | Irecê                | Bahia              |
| Adê Cerrado             | UNIÃO         | 1.537   | 2,72%   | Goiânia              | Goiás              |
| Lisvan Vasconcelos      | PP            | 1.535   | 2,72%   | Feira De Santana     | Bahia              |
| Raimundo Nacional Motos | Republicanos  | 1.497   | 2,65%   | Divinópolis De Goiás | Goiás              |
| Zadinho Motinha         | PODE          | 1.458   | 2,58%   | Riachão Das Neves    | Bahia              |
| Victor Do Ferro Velho   | UNIÃO         | 1.418   | 2,51%   | Juína                | Mato Grosso        |
| Ronei De Jesus          | PL            | 1.394   | 2,47%   | Abaeté               | Minas Gerais       |
| Daiana Faedo            | Republicanos  | 1.373   | 2,43%   | Canarana             | Bahia              |
| Zezilia Martins         | PSDB          | 1.213   | 2,15%   | Barra                | Bahia              |
| Tuxa                    | UNIÃO         | 62.275  | 1,07%   | Barreiras            | Bahia              |
| De Do Sol Do Cerrado    | PSD           | 1.059   | 1,87%   | Ipirá                | Bahia              |
| Nelton Castro           | PODE          | 928     | 1,64%   | Peixoto De Azevedo   | Mato Grosso        |
| Phelipe Muniz           | PSDB          | 921     | 1,63%   | Peabiru              | Paraná             |
| Daniel Farias           | NOVO          | 807     | 1,43%   | Arapiraca            | Alagoas            |
| Fabio Rocha Fabinho     | Solidariedade | 804     | 1,42%   | Barreiras            | Bahia              |
| Irmão Marcelo           | PSD           | 680     | 1,20%   | Bom Jesus Da Lapa    | Bahia              |